# Hokej na lodzie na Zimowych Igrzyskach Olimpijskich Młodzieży 2020 – turniej chłopców
Hokej na lodzie na Zimowych Igrzyskach Olimpijskich Młodzieży 2020 – turniej chłopców rozgrywany był od 18 do 22 stycznia 2020. Mecze odbyły się w hali Vaudoise Aréna.
Obrońcą tytułu była reprezentacja Stanów Zjednoczonych, która w finale w 2016 pokonała drużynę Kanady 5:2. Zimowym młodzieżowym mistrzem olimpijskim w hokeju na lodzie chłopców została reprezentacja Rosji, która w finale pokonała obrońcę tytułu sprzed czterech lat 4:0.

## Faza grupowa
Grupa A
| 18 stycznia 2020 | Stany Zjednoczone | 7:5 | Finlandia | Vaudoise Aréna, Lozanna |

| Szczegóły      | Szczegóły | Szczegóły       | Szczegóły                                                                                              | Szczegóły                                                                                           |
| -------------- | --- | --------------- | --- | --------------------------------------------------------------------------------------------------- |
| Godzina: 20:00 | C. Stramel (EQ) 00:29 G. Brindley (EQ) 01:10 I. Howard (EQ) 06:22 F. Nazar (EQ) 19:02 I. Howard (EQ) 25:25 I. Howard (EQ) 37:44 C. Stramel (PP) 40:10 | (3:1, 2:1, 2:3) | 10:31 (EQ) E. Laakso 20:26 (PP) S. Sulku 32:24 (PP) S. Sulku 41:15 (EQ) J. Lassila 41:42 (EQ) S. Sulku | Widzów: 6500 Sędzia główny: Jan Jaroš Igor Prusow Sędziowie liniowi: Eric Cattaneo Ilja Kołjasnikow |
| Godzina: 20:00 | 16.5 min. kar |                 | 19 min. kar                                                                                            | Widzów: 6500 Sędzia główny: Jan Jaroš Igor Prusow Sędziowie liniowi: Eric Cattaneo Ilja Kołjasnikow |

| 19 stycznia 2020 | Szwajcaria | 2:8 | Stany Zjednoczone | Vaudoise Aréna, Lozanna |

| Szczegóły      | Szczegóły                                     | Szczegóły       | Szczegóły | Szczegóły                                                                                           |
| -------------- | --------------------------------------------- | --------------- | --- | --------------------------------------------------------------------------------------------------- |
| Godzina: 20:00 | N. Greuter (EQ) 00:29 L. Füllemann (PP) 40:57 | (1:3, 0:1, 1:4) | 02:44 (PP) I. Howard 05:30 (PP) I. Howard 10:24 (PS) L. Hutson 15:41 (EQ) F. Nazar 31:24 (EQ) C. Gauthier 34:18 (EQ) R. McGroarty 41:48 (EQ) I. Howard 42:48 (EQ) R. Chesley | Widzów: 7800 Sędzia główny: Filip Eriksson Jan Jaroš Sędziowie liniowi: Ilja Kołjasnikow Juraj Konc |
| Godzina: 20:00 | 6 min. kar                                    |                 | 19 min. kar | Widzów: 7800 Sędzia główny: Filip Eriksson Jan Jaroš Sędziowie liniowi: Ilja Kołjasnikow Juraj Konc |

| 20 stycznia 2020 | Finlandia | 2:1 | Szwajcaria | Vaudoise Aréna, Lozanna |

| Szczegóły      | Szczegóły                                  | Szczegóły       | Szczegóły               | Szczegóły                                                                                                   |
| -------------- | ------------------------------------------ | --------------- | ----------------------- | --- |
| Godzina: 17:00 | T. Rönni (PP) 14:35 T. Männistö (EQ) 44:00 | (1:0, 0:0, 1:1) | 33:45 (PP) L. Füllemann | Widzów: 8200 Sędzia główny: Zsombor Pálkövi Igor Prusow Sędziowie liniowi: Shane Gustafson Ilja Kołjasnikow |
| Godzina: 17:00 | 80.5 min. kar                              |                 | 94 min. kar             | Widzów: 8200 Sędzia główny: Zsombor Pálkövi Igor Prusow Sędziowie liniowi: Shane Gustafson Ilja Kołjasnikow |

| Lp. | Reprezentacja     | M | Pkt | Z | WpD | PpD | P | G+ | G- | +/− |
| --- | ----------------- | - | --- | - | --- | --- | - | -- | -- | --- |
| 1   | Stany Zjednoczone | 2 | 6   | 2 | 0   | 0   | 0 | 15 | 7  | +8  |
| 2   | Finlandia         | 2 | 3   | 1 | 0   | 0   | 1 | 7  | 8  | –1  |
| 3   | Szwajcaria        | 2 | 0   | 0 | 0   | 0   | 2 | 3  | 10 | –8  |

    = bezpośredni awans do półfinału
Grupa B
| 18 stycznia 2020 | Kanada | 2:6 | Rosja | Vaudoise Aréna, Lozanna |

| Szczegóły      | Szczegóły                                      | Szczegóły       | Szczegóły | Szczegóły                                                                                              |
| -------------- | ---------------------------------------------- | --------------- | --- | --- |
| Godzina: 14:00 | A. Fantilli (EQ) 19:35 D. Mateychuk (EQ) 24:33 | (0:4, 2:1, 0:1) | 06:43 (PP) M. Miczkow 08:12 (SH) R. Gazizow 11:21 (PP) M. Miczkow 12:53 (EQ) W. Małow 18:28 (PP) I. Kwoczko 43:17 (EQ) W. Małow | Widzów: 6500 Sędzia główny: David Good Zsombor Pálkövi Sędziowie liniowi: Sebastian Bedynek Juraj Konc |
| Godzina: 14:00 | 19 min. kar                                    |                 | 4.5 min. kar | Widzów: 6500 Sędzia główny: David Good Zsombor Pálkövi Sędziowie liniowi: Sebastian Bedynek Juraj Konc |

| 19 stycznia 2020 | Dania | 0:6 | Kanada | Vaudoise Aréna, Lozanna |

| Szczegóły      | Szczegóły    | Szczegóły       | Szczegóły | Szczegóły                                                                                           |
| -------------- | ------------ | --------------- | --- | --------------------------------------------------------------------------------------------------- |
| Godzina: 14:00 |              | (0:4, 0:1, 0:1) | 05:00 (EQ) J. Côté 09:23 (EQ) A. Fantilli 11:45 (PP) A. Verreault 13:12 (SH) M. Savoie 26:32 (EQ) C. Guindon 35:03 (EQ) A. Verreault | Widzów: 7200 Sędzia główny: David Good Igor Prusow Sędziowie liniowi: Eric Cattaneo Shane Gustafson |
| Godzina: 14:00 | 4.5 min. kar |                 | 6 min. kar | Widzów: 7200 Sędzia główny: David Good Igor Prusow Sędziowie liniowi: Eric Cattaneo Shane Gustafson |

| 20 stycznia 2020 | Rosja | 9:0 | Dania | Vaudoise Aréna, Lozanna |

| Szczegóły      | Szczegóły | Szczegóły       | Szczegóły     | Szczegóły                                                                                             |
| -------------- | --- | --------------- | ------------- | --- |
| Godzina: 14:00 | I. Miroszniczenko (EQ) 00:25 M. Miczkow (EQ) 03:18 I. Miroszniczenko (EQ) 12:36 M. Miczkow (PP2) 17:30 I. Kwoczko (EQ) 20:29 M. Miczkow (EQ) 23:29 M. Miczkow (EQ) 35:19 I. Miroszniczenko (EQ) 39:30 K. Dolżenkow (EQ) 44:01 | (3:0, 3:0, 3:0) |               | Widzów: 4300 Sędzia główny: Filip Eriksson David Good Sędziowie liniowi: Sebastian Bedynek Juraj Konc |
| Godzina: 14:00 | 1.5 min. kar |                 | 17.5 min. kar | Widzów: 4300 Sędzia główny: Filip Eriksson David Good Sędziowie liniowi: Sebastian Bedynek Juraj Konc |

| Lp. | Reprezentacja | M | Pkt | Z | WpD | PpD | P | G+ | G- | +/− |
| --- | ------------- | - | --- | - | --- | --- | - | -- | -- | --- |
| 1   | Rosja         | 2 | 6   | 2 | 0   | 0   | 0 | 15 | 2  | +13 |
| 2   | Kanada        | 2 | 3   | 1 | 0   | 0   | 1 | 8  | 6  | +2  |
| 3   | Dania         | 2 | 0   | 0 | 0   | 0   | 2 | 0  | 15 | –15 |

    = bezpośredni awans do półfinału

## Faza pucharowa
Półfinały
| 21 stycznia 2020 | Stany Zjednoczone | 2:1 | Kanada | Vaudoise Aréna, Lozanna |

| Szczegóły      | Szczegóły                                | Szczegóły       | Szczegóły               | Szczegóły                                                                                                |
| -------------- | ---------------------------------------- | --------------- | ----------------------- | --- |
| Godzina: 11:00 | F. Nazar (PS) 17:59 I. Howard (PP) 20:13 | (0:0, 2:0, 0:1) | 33:42 (EQ) N. Danielson | Widzów: 8400 Sędzia główny: Jan Jaroš Zsombor Pálkövi Sędziowie liniowi: Sebastian Bedynek Eric Cattaneo |
| Godzina: 11:00 | 7.5 min. kar                             |                 | 6 min. kar              | Widzów: 8400 Sędzia główny: Jan Jaroš Zsombor Pálkövi Sędziowie liniowi: Sebastian Bedynek Eric Cattaneo |

| 21 stycznia 2020 | Rosja | 10:1 | Finlandia | Vaudoise Aréna, Lozanna |

| Szczegóły      | Szczegóły | Szczegóły       | Szczegóły            | Szczegóły                                                                                           |
| -------------- | --- | --------------- | -------------------- | --------------------------------------------------------------------------------------------------- |
| Godzina: 14:00 | I. Rogowski (EQ) 03:48 R. Gazizow (EQ) 09:06 I. Miroszniczenko (SH) 14:17 M. Miczkow (PP) 15:45 I. Kwoczko (EQ) 21:41 I. Miroszniczenko (EQ) 26:48 I. Miroszniczenko (EQ) 30:11 R. Gazizow (PP) 34:42 W. Sapunow (PP) 37:59 I. Rogowski (PP) 39:21 | (3:0, 3:1, 4:0) | 19:04 (EQ) J. Kemell | Widzów: 7700 Sędzia główny: Filip Eriksson David Good Sędziowie liniowi: Shane Gustafson Juraj Konc |
| Godzina: 14:00 | 17.5 min. kar |                 | 39.5 min. kar        | Widzów: 7700 Sędzia główny: Filip Eriksson David Good Sędziowie liniowi: Shane Gustafson Juraj Konc |

Mecz o trzecie miejsce
| 22 stycznia 2020 | Kanada | 4:2 | Finlandia | Vaudoise Aréna, Lozanna |

| Szczegóły      | Szczegóły                                                                                   | Szczegóły       | Szczegóły                                  | Szczegóły                                                                                                  |
| -------------- | ------------------------------------------------------------------------------------------- | --------------- | ------------------------------------------ | --- |
| Godzina: 12:00 | A. Verreault (EQ) 01:45 N. Danielson (EQ) 02:48 C. Guindon (EQ) 09:40 C. Guindon (EN) 44:28 | (3:1, 0:0, 1:1) | 14:17 (PP2) E. Laakso 37:16 (PP) E. Laakso | Widzów: 3600 Sędzia główny: Filip Eriksson Igor Prusow Sędziowie liniowi: Shane Gustafson Ilja Kołjasnikow |
| Godzina: 12:00 | 22 min. kar                                                                                 |                 | 20.5 min. kar                              | Widzów: 3600 Sędzia główny: Filip Eriksson Igor Prusow Sędziowie liniowi: Shane Gustafson Ilja Kołjasnikow |

Finał
| 22 stycznia 2020 | Rosja | 4:0 | Stany Zjednoczone | Vaudoise Aréna, Lozanna |

| Szczegóły      | Szczegóły                                                                             | Szczegóły       | Szczegóły  | Szczegóły                                                                                                |
| -------------- | ------------------------------------------------------------------------------------- | --------------- | ---------- | --- |
| Godzina: 15:00 | M. Miczkow (PP) 01:59 M. Miczkow (EQ) 14:27 R. Gazizow (PP) 21:46 W. Małow (EQ) 35:13 | (2:0, 1:0, 1:0) |            | Widzów: 8600 Sędzia główny: Jan Jaroš Zsombor Pálkövi Sędziowie liniowi: Sebastian Bedynek Eric Cattaneo |
| Godzina: 15:00 | 1.5 min. kar                                                                          |                 | 9 min. kar | Widzów: 8600 Sędzia główny: Jan Jaroš Zsombor Pálkövi Sędziowie liniowi: Sebastian Bedynek Eric Cattaneo |

Ostateczna kolejność
| Lp.   | Drużyna           |
| ----- | ----------------- |
| złoto | Rosja             |
|       | Stany Zjednoczone |
|       | Kanada            |
| 4     | Finlandia         |
| 5     | Szwajcaria        |
| 6     | Dania             |